# 우카와정
우카와정(鵜川町)은 이시카와현 후게시군에 설치되었던 정이다.